# Onésime Carignan
Pour l’article homonyme, voir Carignan.
Onésime Carignan (16 octobre 1839-20 septembre 1897) est un épicier, grossiste et homme politique fédéral du Québec.

## Biographie
Né à Champlain dans le Bas-Canada, il entame sa carrière politique en devenant échevin dans le conseil de ville de Trois-Rivières de 1876 à 1888.
Élu député du Parti conservateur dans la circonscription fédérale de Champlain en 1891, il ne se représente pas en 1896.